# Keratella edmondsoni
Keratella edmondsoni är en hjuldjursart som beskrevs av Elbert Halvor Ahlstrom 1943. Keratella edmondsoni ingår i släktet Keratella och familjen Brachionidae. Inga underarter finns listade i Catalogue of Life.